# Mosiuoa Lekota
Mosiuoa Gerard Patrick Lekota (ur. 13 sierpnia 1948 w Kroonstad) – południowoafrykański polityk, minister obrony w latach 1999–2008. Przewodniczący Kongresu Ludu (COPE) od 16 grudnia 2008.

## Młodość i edukacja
Mosiuoa Lekota urodził się w Kroonstad w Południowej Afryce. Ukończył szkołę podstawową Emma Farm School. Naukę kontynuował w szkole średniej Mriazel High School w Matatiele, a w 1969 ukończył szkołę średnią St. Francis College w Miariannhill. Lekota studiował nauki społeczne na University of North w prowincji Limpopo, jednak w 1972 został usunięty z uniwersytetu za działalność w Organizacji Studentów Południowej Afryki (SASO), która sprzeciwiała się polityce apartheidu.

## Działalność polityczna
W 1974 Lekota został stałym działaczem SASO. W tym samym roku został osadzony w więzieniu na wyspie Robben Island pod zarzutem "konspiracji i działań zagrażających utrzymaniu porządku i prawa". Z więzienia został zwolniony w 1982.
Po uwolnieniu był jednym z założycieli United Democratic Front (Zjednoczonego Frontu Demokratycznego), organizacji społecznej walczącej z apartheidem. W 1983 został jej sekretarzem ds. kontaktów zewnętrznych. W 1985 Lekota został ponownie zatrzymany i skazany w procesie Delmas Treason Trial, wraz z innymi czołowymi działaczami Zjednoczonego Frontu Demokratycznego. W więzieniu przebywał do 1989, do czasu rewizji wyroku przez Sąd Najwyższy. 
W 1990 Mosiuoa Lekota został przewodniczącym Afrykańskiego Kongresu Narodowego (ANC) w prowincji Natal, a następnie wszedł w skład Komitetu Wykonawczego ANC. W 1991 został mianowany szefem wywiadu. W latach 1994–1996 Lekota zajmował stanowisko premiera prowincji Wolne Państwo. 
W 1996 wszedł w skład parlamentu, w którym zasiada do chwili obecnej. Od lutego 1997 do czerwca 1999 był przewodniczącym Rady Narodowej Prowincji, wyższej izby parlamentu. Od grudnia 1997 do grudnia 2007 pełnił funkcję narodowego przewodniczącego ANC. 
17 czerwca 1999 Lekota objął urząd ministra obrony w gabinecie prezydenta Thabo Mbekiego. Ze stanowiska zrezygnował 23 września 2008, zaraz po ogłoszeniu rezygnacji przez prezydenta Mbekiego. Lekota był jednym z 10 ministrów, którzy podali się wówczas do dymisji.

## Powołanie Kongresu Ludu
Odejście Mbekiego ze stanowiska prezydenta kraju spotęgowało wewnętrzny rozłam w Afrykańskim Kongresie Narodowym. Podział na dwa bloki, zwolenników Mbekiego i zwolenników Jacoba Zumy uwidocznił się już w grudniu 2007 w czasie kongresu partii w Polokwane, w czasie którego Mbeki przegrał z Zumą walkę o przywództwo w ANC.
8 października 2008 Mosiuoa Lekota ogłosił swoje odejście z partii i zwołanie specjalnej narodowej konwencji, której celem miało być powołanie nowego ruchu politycznego. 14 października 2008 Lekota został zawieszony jako członek ANC. W dniach 1-2 listopada 2008 w Johannesburgu odbyła się konwencja zwolenników Lekoty, na której zapowiedziano powołanie nowej partii w grudniu 2008. W jej trakcie Lekota oskarżył liderów ANC o "nadużycia władzy na korzyść swoich prywatnych interesów" i zapowiedział obronę interesów społeczeństwa jako "posłaniec nadziei".
W dniach 14-16 grudnia 2008 w Bloemfontein odbył się kongres założycielski nowej partii, której nazwę ustalono na Kongres Ludu (COPE, Congress of the People). 16 grudnia 2008 oficjalnie ogłoszono powołanie COPE, a Lekota został jednogłośnie wybrany jego liderem.
Mosiuoa Lekota jest autorem książki "Prison Letters to my Daughter" (Listy więzienne do mojej córki). Posiada przydomek Terror, nawiązujący do jego stylu gry w piłce nożnej.